# Hannes Ochsenhofer
Hannes Ochsenhofer (* 3. August 1985 in Oberpullendorf) ist ein ehemaliger österreichischer Basketballspieler.

## Laufbahn
Ochsenhofer schaffte bei den Oberwart Gunners den Sprung von der Jugend in die Bundesliga. 2005 wurde er mit Oberwart Pokalsieger, 2011 gewann er mit der Mannschaft den österreichischen Meistertitel.
2015 verließ der Teamspieler (mehr als 50 Länderspiele) Oberwart und wechselte innerhalb der Bundesliga nach Fürstenfeld. Den höchsten Punkteschnitt seiner Fürstenfelder Zeit verbuchte Ochsenhofer in der Saison 2016/17, als er pro Partie durchschnittlich zwölf Zähler erzielte. Im November 2018 kehrte er nach Oberwart zurück. Im Anschluss an das Spieljahr 2018/19 gab er nach insgesamt 17 Bundesliga-Jahren seinen Rücktritt vom Leistungsbasketball bekannt. Der bei der Pensionsversicherungsanstalt beruflich tätige Ochsenhofer ließ sich zum Physiotherapeuten ausbilden und eröffnete 2024 eine eigene Praxis.